# ANSI/TIA-568
ANSI/TIA-568 est une norme technique de câblage des bâtiments commerciaux pour les produits et les services de télécommunications.
Le nom complet de la norme est : Commercial Building Telecommunications Cabling Standard. Elle fût publiée par la Telecommunications Industry Association (TIA), un organisme accrédité par l'American National Standards Institute (ANSI).
La dernière révision est la norme ANSI/TIA-568-E publiée en 2020 remplaçant la révision D sortie en 2015. La première version date de 1991 ,,.
Les caractéristiques les plus connues de l'ANSI/TIA-568 sont les affectations de broches et de paires pour le câblage à paires torsadées équilibrées à huit conducteurs de 100 ohms. Ces affectations sont nommées T568A et T568B.

## Historique
ANSI/TIA-568 a été développé grâce aux efforts de plus de 60 organisations participantes, dans lesquelles sont inclus des fabricants, consultants et utilisateurs finaux. Les travaux ont commencé avec l'Electronic Industries Alliance (EIA), pour définir des normes pour les systèmes de câblage de télécommunications. L'EIA donne son agrément afin  de développer un ensemble de normes et a formé le comité TR-42, composé de neuf sous-comités
L'Electronic Industries Alliance n'existant plus, le comité précédemment formé, TR-42, continue de travailler sur la norme.
La première version de la norme, TIA/EIA-568, a été publiée en 1991. La norme a été mise à jour à la révision A en 1995. Les exigences imposées aux systèmes de câblage commerciaux ont considérablement augmentées au cours de cette période en raison de l'adoption et des progrès du Personal Computer ainsi que des réseaux de communication de données. Le développement du câblage à paires torsadées hautes performances et la vulgarisation des câbles à fibre optique ont également entraîné des changements importants dans les normes. Ces modifications ont été publiées pour la première fois par la révision C en 2009, remplacée par la D (nommée ANSI/TIA-568-D ).

### Origines théoriques
L'idée originale dans le câblage des connecteurs modulaires, comme on le voit dans les prises enregistrées, était que la première paire irait dans les positions centrales, la paire suivante sur les plus proches, et ainsi de suite. De plus, le blindage du signal serait optimisé en alternant les broches sous tension et à la terre de chaque paire. Les terminaisons s'écartent légèrement de ce concept car sur le connecteur à huit positions, la disposition résultante des conducteurs séparerait la paire la plus externe, ce qui affecterait trop les performances de la ligne équilibrée pour répondre aux exigences électriques des protocoles LAN à haut débit.

## Objectifs
La norme ANSI/TIA-568 définit les standards des systèmes de câblages structurés pour les bâtiments commerciaux et entre les bâtiments des campus. La majeure partie des normes définissent les types de câblage, les distances, les connecteurs, les architectures de système de câblage, les normes de terminaison de câble et les caractéristiques de performance, les exigences d'installation des câbles et les méthodes de test des câbles installés. La norme principale, ANSI/TIA-568.0-D définit les exigences générales, tandis que ANSI/TIA-568-C.2 se concentre sur les composants des systèmes de câbles à paires torsadées équilibrées. ANSI/TIA-568.3-D concerne les composants des systèmes de câbles à fibres optiques et ANSI/TIA-568-C.4 concerne les composants de câblage coaxiaux.
L'intention de cette norme est de fournir de bonnes pratiques pour la conception et l'installation de systèmes de câblage qui prendront en charge une grande variété de services existants et futurs. Les développeurs espèrent que les normes permettront aux systèmes de câblage commerciaux de durer plus de dix ans. Cet effort fût un succès avec la définition du standard de câblage de catégorie 5 en 1991,[réf. nécessaire] satisfaisant aux exigences de câblage pour 1000BASE-T, publiée en 1999.
Tous ces documents accompagnent les normes connexes définissant les voies et espaces commerciaux (TIA-569-C-1, février 2013), le câblage résidentiel (ANSI/TIA-570-C, août 2012), les normes d'administration (ANSI/TIA-606-B, décembre 2015), la mise à la terre et la liaison (TIA-607-C, novembre 2015) et le câblage extérieur de l'usine (TIA-758-B, avril 2012)[réf. nécessaire].

## Catégories des câbles
La norme définit des catégories de systèmes de câbles à paires torsadées blindés et non blindés, avec différents niveaux de performances en termes de bande passante du signal, de perte d'insertion et de diaphonie. Généralement, des numéros de catégorie croissants correspondent à un système de câble adapté à des débits de transmission de données plus élevés. Le câble de catégorie 3 convenait aux circuits téléphoniques et aux débits de données jusqu'à 16 millions de bits par seconde. Le câble de catégorie 5, avec plus de restrictions sur l'atténuation et la diaphonie, a une bande passante de 100 MHz. L'édition 1995 de la norme définit les catégories 3, 4 et 5. Les catégories 1 et 2 ont été exclues de la norme car ces catégories n'étaient utilisées que pour les circuits vocaux, pas pour les données. La révision actuelle comprend les catégories 5e (100 MHz), 6 (250 MHz), 6A (500 MHz) et 8 (2 000 MHz). Les catégories 7 et 7A n'étaient pas officiellement reconnues par la TIA et n'étaient généralement utilisées qu'en dehors des États-Unis. La catégorie 8 a été publiée avec ANSI/TIA‑568‑C.2‑1 (juin 2016)  pour répondre aux spécifications de performance prévues par la catégorie 7.

## Topologies des systèmes de câbles structurés
ANSI/TIA-568-D définit une architecture de système de câble hiérarchique, dans laquelle une interconnexion principale (MCC) est connectée via une topologie en étoile à travers le câblage de la dorsale à des interconnexions intermédiaires (ICC) et des interconnexions horizontales (HCC). Les traditions de conception des télécommunications utilisaient une topologie similaire. De nombreuses personnes se réfèrent aux interconnexions par leurs noms de télécommunications : « répartiteurs » (avec les différentes hiérarchies appelées MDF, IDF et armoires de câblage). Le câblage de la dorsale est également utilisé pour interconnecter les installations d'entrée (telles que les points de démarcation des opérateurs de télécommunications) à l'interconnexion principale.
Les interconnexions horizontales fournissent un point pour la consolidation de tout le câblage horizontal, qui s'étend dans une topologie en étoile aux zones de travail individuelles telles que les cabines et les bureaux. Selon TIA/EIA-568-B, la distance de câble horizontale maximale autorisée est de 90 mètres de câblage à paire torsadée installé, avec 100 mètres de longueur totale maximale, y compris les cordons de brassage. Aucun cordon de brassage ne doit dépasser 5 mètres. Des points de consolidation facultatifs sont autorisés dans les câbles horizontaux, souvent appropriés pour les agencements de bureaux à aire ouverte où des points de consolidation ou des convertisseurs de média peuvent connecter des câbles à plusieurs bureaux ou via des cloisons.
Dans la zone de travail, l'équipement est connecté par des cordons de brassage à un câblage horizontal terminé par des points de prise.
TIA/EIA-568 définit également les caractéristiques et les exigences de câblage pour les installations d'entrée, les salles d'équipement et les salles de télécommunications.

## Terminaison T568A et T568B
La caractéristique la plus connue et la plus discutée de la norme ANSI/TIA-568 est peut-être la définition des affectations broche à paire, ou brochage, entre les broches d'un connecteur (une fiche ou une prise) et les fils d'un câble. Les brochages sont importants car les câbles ne fonctionnent pas si les brochages à leurs deux extrémités ne correspondent pas correctement.
La norme spécifie comment connecter un câblage à paires torsadées équilibrées à huit conducteurs de 100 ohms, tel qu'un câble de catégorie 5, à des connecteurs modulaires 8P8C (souvent appelés à tort connecteurs RJ45 ). La norme définit deux brochages alternatifs : T568A et T568B.
ANSI/TIA-568 recommande le brochage T568A pour les câbles horizontaux. L'avantage de ce brochage est qu'il est compatible avec les brochages USOC (Universal Service Order Codes) 1 paire et 2 paires. Le gouvernement américain l'exige dans les contrats fédéraux. La norme autorise également le brochage T568B, comme alternative, "si nécessaire pour s'adapter à certains systèmes de câblage à 8 broches". Ce brochage correspond à l'ancien brochage AT&T 258A (Systimax). Dans les années 1990, lorsque le TIA / EIA-568 original a été publié, le T568B disposait de l'infrastructure de câblage UTP la plus largement installée. De nombreuses organisations utilisent encore le T568B par inertie.
Les couleurs des paires de fils dans le câble, dans l'ordre, sont : bleu (pour la paire 1), orange, vert et marron (pour la paire 4). Chaque paire se compose d'un conducteur de couleur unie et d'un second conducteur blanc avec une bande de l'autre couleur. La différence entre les brochages T568A et T568B est que les paires de fils orange et vert sont échangées.

### Câblage
Voir connecteur modulaire pour la numérotation des broches.
| Pin | Couleur T568A | Couleur T568B |
| --- | ------------- | ------------- |
| 1   | blanc/vert    | blanc/orange  |
| 2   | vert          | orange        |
| 3   | blanc/orange  | blanc/vert    |
| 4   | bleu          | bleu          |
| 5   | blanc/bleu    | blanc/bleu    |
| 6   | orange        | vert          |
| 7   | blanc/marron  | blanc/marron  |
| 8   | marron        | marron        |

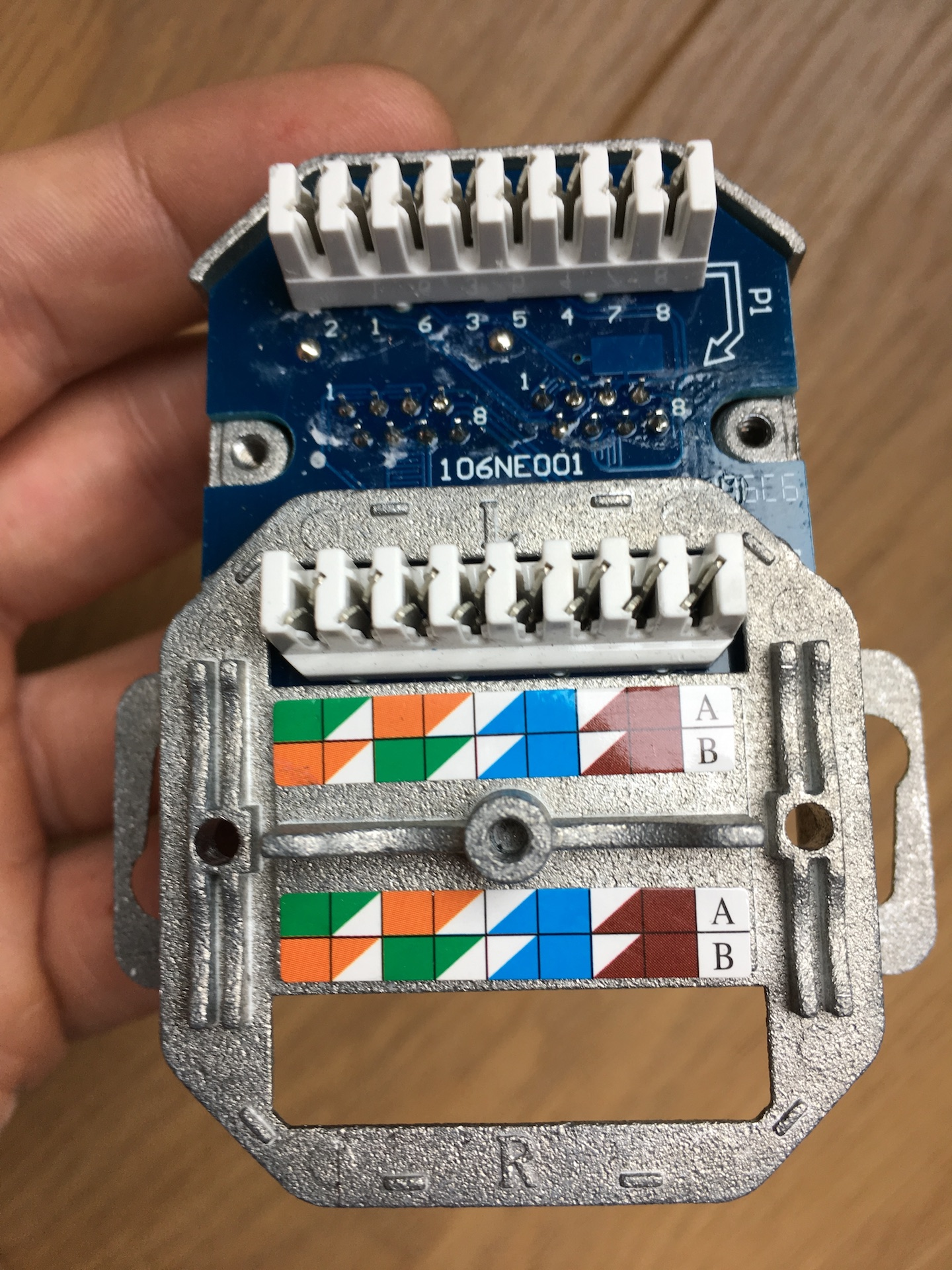
Certaines prises murales 8P8C indiquent les schémas de terminaison T568A et T568B en interne.

Notez que la seule différence entre T568A et T568B est que les paires 2 et 3 (orange et vert respectivement) sont permutées. Les deux configurations connectent les broches "directement", c'est-à-dire que les broches 1 à 8 à une extrémité sont connectées aux broches 1 à 8 à l'autre extrémité. De plus, les mêmes ensembles de broches se connectent aux extrémités opposées qui sont appariées dans les deux configurations : les broches 1 et 2 forment une paire, tout comme 3 et 6, 4 et 5, et 7 et 8. On peut utiliser des câbles câblés selon l'une ou l'autre configuration dans la même installation sans problème majeur, tant que les connexions sont les mêmes aux deux extrémités.
Un câble terminé selon T568A à une extrémité et T568B à l'autre est un câble croisé lorsqu'il est utilisé avec les normes Ethernet à paires torsadées antérieures qui n'utilisent que deux des paires, car les paires utilisées se trouvent être les paires 2 et 3, les mêmes paires sur lesquelles T568A et T568B diffèrent. Des câbles croisés sont parfois nécessaires pour Ethernet 10BASE-T et 100BASE-TX.
L'échange de deux fils entre différentes paires provoque une diaphonie, ce qui va à l'encontre de l'un des objectifs de tordre les fils par paires.

### Utilisation pour la connectivité T1
Dans le service Signal numérique 1 (T1), les paires 1 et 3 (T568A) sont utilisées et la prise USOC-8 est câblée conformément à la spécification RJ-48 C. La prise de terminaison est souvent câblée conformément à la spécification RJ-48 X, qui prévoit un bouclage émission-réception lorsque la fiche est retirée.
Les câbles des fournisseurs sont souvent câblés avec la pointe et l'anneau inversés, c'est-à-dire les broches 1 et 2 inversées ou les broches 4 et 5 inversées. Cela n'a aucun effet sur la qualité du signal T1, qui est entièrement différentiel et utilise le schéma de signalisation d'inversion de marque alternative (AMI).

### Rétrocompatibilité
Étant donné que la paire 1 se connecte aux broches centrales (4 et 5) du connecteur 8P8C dans T568A et T568B, les deux normes sont compatibles avec la première ligne de connecteurs RJ11, RJ14, RJ25 et RJ61 qui ont tous la première paire au centre. broches de ces connecteurs.
Si la deuxième ligne d'une prise RJ14, RJ25 ou RJ61 est utilisée, elle se connecte à la paire 2 (orange/blanc) de prises câblées au T568A mais à la paire 3 (vert/blanc) de prises câblées au T568B. Cela rend T568B potentiellement source de confusion dans les applications téléphoniques.
En raison des différentes paires de broches, les prises RJ25 et RJ61 ne peuvent pas capter les lignes 3 ou 4 de T568A ou T568B sans séparer les paires. Cela entraînerait très probablement des niveaux inacceptables de bourdonnement, de diaphonie et de bruit.

## Listes des différentes normes
- ANSI/TIA-568.0 Câblage de télécommunications générique pour les locaux des clients
- Norme ANSI/TIA-568.1 relative aux infrastructures de télécommunications des bâtiments commerciaux
- Norme ANSI/TIA-568.2 sur le câblage et les composants de télécommunications à paires torsadées équilibrées
- Norme ANSI/TIA-568.3 sur le câblage et les composants à fibre optique
- Norme ANSI/TIA-568.4 sur le câblage et les composants coaxiaux à large bande
- Norme ANSI/TIA-568.5 sur le câblage et les composants de télécommunications à paire torsadée simple équilibrée.

## Sources
- « National Communications System Federal Telecommunications Recommendation 1090-1997 » (consulté le 14 avril 2014)
- TR-42.7 Copper Cabling Systems – February 2021